# 力健
力健（英語：Life Fitness）是一家美國的健身器材設計生產商，由雷·威爾遜（Ray Wilson）和奧吉·涅托（Augie Nieto）創建。他們於1970年，從基恩·P·迪米克（Keene P. Dimmick）手中購入設計，製造出世上第一部電動固定式健身單車及將之成功推出市場。

## 合併與收購
- 1991年，倍力健身公司（英语：Bally Total Fitness）以6千2百50萬美元將力健售予一班投資者[3]。
- 1998年6月，賓士域集團（英语：Brunswick Corporation）購入力健的股份[4]。

## 外部連結
- 官方网站